# Daniel Baumann (Journalist)
Daniel Baumann (* 1984 in Zürich) ist ein deutscher Wirtschafts-Journalist und Publizist.

## Leben
Baumann studierte an der Universität Leipzig Journalistik und Politikwissenschaft mit den Schwerpunkten Medienökonomie, politische Ökonomie, Sozialstaat und Entwicklungspolitik.
Seit 2011 ist er als Publizist zu sozialpolitischen Themen tätig. Baumann arbeitete zunächst als Redakteur für die Berliner Zeitung und berichtete im Autorenpool der DuMont-Zeitungen u. a. über Gesundheit, Arbeitsmarkt, Digitalisierung und Lobbyismus.
2013 wechselte er als Leiter des Wirtschaftsressorts zur Frankfurter Rundschau. Dort war er ab 2020 zusätzlich als Head of Innovation und Mitglied der erweiterten Chefredaktion tätig. In dieser Funktion verantwortete er auch die Aktivitäten zu 75 Jahre Frankfurter Rundschau.
2022 wechselte er als Editorial Director Green Transformation zur dfv Mediengruppe. Dort baut er das gruppenweite Informations- und Bildungsangebot zur nachhaltigen Transformation der Wirtschaft aus.
2014 wurde Baumann von der Fachzeitschrift Wirtschaftsjournalist zu einem der besten jungen deutschen Wirtschaftsjournalisten gewählt.
Er ist Schöpfer des Arbeitsmarktindex FRAX.
Daniel Baumann leitete ein neunköpfiges Team aus Journalisten und Fachleuten für einen Faktencheck zum Bundestagswahlkampf 2017.

## Publikationen

### Gute-Macht-Geschichten (2016)
In diesem kleinen „Mythen-Lexikon“ wollen Daniel Baumann und Stephan Hebel erkennbar machen, welche Absichten sich hinter den Euphemismen des politischen Neusprech verbergen. Politiker reden „in einer Art Ikea-Sprache: jede Floskel ein vorgefertigter Bausatz.“ Der Leser soll lernen, die Codes der Macht in der „Lingua Blablativa“ (Niklas Luhmann) zu durchschauen, die nicht nur einen Nebelschleier vor der Ideologie bildet, sondern auch die Vorstellung von der Wirklichkeit verändert und formt, wie Hebel im Anschluss an Bourdieu, Greiffenhagen und Eppler ausführt. Er zitiert Nietzsche: „Es genügt, neue Namen und Schätzungen und Wahrscheinlichkeiten zu schaffen, um auf die Länge hin neue ,Dinge‘ zu schaffen.“ Themen der Gute-Macht-Geschichten sind etwa Flexibilisierung, demografische Katastrophe, Schwarze Null, Sozial Schwache, Senkung der Lohnnebenkosten und Bürokratieabbau.

## Bibliografie
- mit Stephan Hebel: Gute-Macht-Geschichten. Politische Propaganda und wie wir sie durchschauen können. Westend, Frankfurt am Main 2016, ISBN 978-3-86489-126-7.